# 朗斯 (阿尔代什省)
朗普（法語：Lemps，法語發音：[lɛ̃s]）是法国阿尔代什省的一个市镇，属于罗讷河畔图尔农区。

## 地理
朗斯（45°6'33"N, 4°45'53"E）面积12.18 平方千米，位于法国奥弗涅-罗讷-阿尔卑斯大区阿尔代什省，该省份为法国东南部内陆省份，北起顺时针与卢瓦尔省、伊泽尔省、德龙省、沃克吕兹省、加尔省、洛泽尔省和上盧瓦爾省接壤。
与朗斯接壤的市镇（或旧市镇、城区）包括：谢米纳、埃塔布勒、圣巴泰勒米勒普兰、圣让德米佐勒、塞谢拉、维永、热尔旺。
朗斯的时区为UTC+01:00、UTC+02:00（夏令时）。

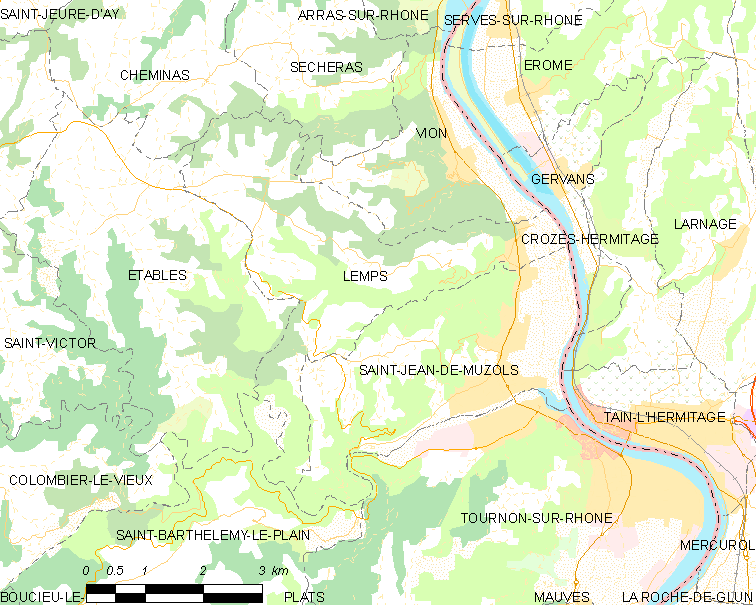
朗斯的OSM定位图

## 行政
朗斯的邮政编码为07610，INSEE市镇编码为07140。

## 政治
朗斯所属的省级选区为罗讷河畔图尔农县。

## 人口

1962-2008年间朗斯人口变化图示

朗斯于2022年1月1日时的人口数量为798人。